# Mbolé (genre musical)
Pour les articles homonymes, voir Mbole.
Genres associés
Bikutsi
Le Mbolé est un genre musical urbain né à Yaoundé au début des années 2000. Il est devenu populaire au Cameroun à partir de 2016.

## Histoire

### Débuts (2000-2010)
Le Mbolé nait au quartier Nkoldongo  à Yaoundé au début des années 2000 dans les animations dans différentes types de cérémonies, notamment les veillées funèbres,,. Le Mbolé est un rythme proche du Bikutsi. C'est une musique d'animation jouée essentiellement en live. Dans ses débuts, le Mbolé se fait sans instrument. L'animation Mbolé consiste essentiellement en un groupe de chanteurs qui tapent dans les mains et dans les ustensiles marmites et seaux pour chanter leur quotidien ou faire de l'animation,. Bertrand Loïc, Aristide Mpacko, Phil Massinga sont considérés comme les fondateurs du Mbolé. Le nom Mbolé a été choisi par Bertrand Loïc et est inspiré d'une de ces compositions d'animation populaires.
Plus tard, le Mbolé va intégrer les percussions et d'autres instruments dont le piano et le djembé, principal instrument du Mbolé, ce qui va contribuer à de révolutionner le genre musical,.
À partir de Nkolndongo, le rythme Mbolé s'est exporté rapidement dans plusieurs autres quartiers populaires de la ville de Yaoundé à l'instar de Mvog-Ada, Etam-Bafia, Essos et Anguissa. Le Mbolé se développe dans les quartiers pauvres et défavorisés et on lui colle rapidement l'étiquette de "musique de voyou, de bandits, d'agresseurs". La première chanson Mbolé est le titre Ekondock de DJ Lexus, sorti en 2010. DJ Lexus le Monstre est un arrangeur et beatmaker, est l'un des précurseurs du Mbolé. Il est le premier à avoir emmener le Mbolé dans un studio d'enregistrement. Il compose le premier beat Mbolé, plus précisément celui du single Dans mon Kwatta de Petit Malo et est donc considéré par beaucoup comme l'un des « pères du Mbolé ». Il a tenu la main aux premières stars du Mbolé parmi lesquelles Petit Malo, Petit Bozard et Crazy Mix. DJ Lexus le Monstre  

### Popularisation (à partir de 2016)
C'est en 2016 à travers la chanson Dans mon Kwatta de Petit Malo, première chanson Mbolé enregistré dans un studio, que le genre musical va se populariser et s'imposer sur la scène camerounaise. Plusieurs autres hits vont suivre notamment Détecteur de Gué de Petit Bozard avec Petit Virus, Tchapeu Tchapeu de Happy d'Efoulan, Le pied de Yagami de Mystère Pogol du groupe Médécins de Médéline, Yamo et Les gos Kamer de Petit Malo,.
Le Mbolé est également une danse.
En 2022, le film documentaire Le Mbolé du Kwatta réalisé par Yannick Mindja sort. Le film raconte l'histoire du rythme musical Mbolé à travers des interviews des précurseurs du mouvement et des jeunes artistes Mbolé qui ont contribué à populariser le genre musical. En octobre 2022 le film a remporté l'écran du meilleur film documentaire long-métrage Afrique Centrale à la 26e édition du festival cinématographique Ecrans Noirs.

## Personnalités notables
- DJ Lexus le Monstre
- Aristide Mpacko[22]
- Bertrand Loïc
- Pat Djabard
- Paco Junior
- Petit Bozard
- Happy d'Efoulan[23]
- Petit Virus[24]
- Médecins de Médéline
- Crazy Mix
- Menace Toxic
- Flex B[25]
- Kankan Boys[26]

## Filmographie
- Yannick Myndja, Le Mbole du Kwatta, long-métrage documentaire (2 heures)[27],[28].

## [1]Notes et références
1. 1 2 3 4 5 6 7  Thierry Edjegue, « Mbole : Grosse controverse autour de son origine », sur Focus Média Afrique, 2 juin 2021 (consulté le 30 mai 2023)
2. ↑  «A local musical rhythm called 
Mbole from the sub quarters (ghettos) of Mvog Ada and  Nkoldongo that is fast gaining grounds in the milieu of pop culture in Cameroon», (en) Christian Pagbe Musah, « MUSICAL ACTIVISM IN THE STRUGGLE TO END THE ANGLOPHONE SECESSIONIST CRISIS IN CAMEROON », European Journal of Social Sciences Studies, vol. 6, no 4,‎ 14 mai 2021 (DOI 10.46827/ejsss.v6i4.1063, lire en ligne, consulté le 6 janvier 2023), p.6
3. ↑  Daniel Eya'a, « C'Koment .:. Le Mbolé : plus qu’un simple rythme, un mode de vie », sur ckoment.com (consulté le 6 décembre 2022)
4. ↑  AfricaNews, « Cameroun : le mbolé, son de la vie et de la mort », sur Africanews, 2023-01-13cet12:26:19+01:00 (consulté le 11 février 2023)
5. ↑  Jean Meïssa DIOP, « Mbolé, La Bande Originale De La Vie Et De La Mort Au Cameroun | NorAfrik.com », 15 janvier 2023 (consulté le 11 février 2023)
6. 1 2  Cheetah, « Cameroun - Focus sur la mouvance Mbole », sur Black Square, 17 avril 2020 (consulté le 6 décembre 2022)
7. ↑  « Le mbolé, chant funèbre devenu hymne brûlant de la jeunesse camerounaise », sur VOA (consulté le 11 février 2023)
8. ↑  Paola Sankara, « Le mbolé, ce style qui pourrait détrôner le coupé-écalé. », sur Centrale Magazine, 26 avril 2020 (consulté le 11 février 2023)
9. ↑  Mathias Mbock, « Le « Mbolé » un rythme que vous aimez mais ne connaissez pas », sur Voila Moi, 4 avril 2019 (consulté le 6 décembre 2022)
10. ↑  « Le mbolé, chant funèbre devenu hymne brûlant de la jeunesse camerounaise », sur ladepeche.fr (consulté le 11 février 2023)
11. ↑  Cameroun Actuel, « Art musical : Mbolé, de l'anonymat à la reconnaissance », sur Camerounactuel, 13 octobre 2022 (consulté le 6 décembre 2022)
12. ↑  Sonia Omboudou, « Musique : l’ère du « Mbolé » », sur www.cameroon-tribune.cm (consulté le 6 décembre 2022)
13. ↑  DJ Lexus, interview extrait dans la bande annonce du film documentaire Le Mbolé du Kwatta de Yannick Mindja, 2022. Voir sur Youtube
14. ↑  « Cameroun- Musique: Qui Est Réelement Dj Lexus Le Monstre », sur lequatriemepouvoir.com, 1er juin 2022 (consulté le 6 décembre 2022)
15. ↑  Yaya Idrissou, « Petit Bozard : « Dans 10 ans le Mbolè sera au-dessus du coupé décalé…» », sur Culturebene, 2 septembre 2019 (consulté le 6 décembre 2022)
16. ↑  Yaya Idrissou, « DJ Lexus Le Monstre: « Je vais révolutionner le Mbolè…» », sur Culturebene, 20 août 2019 (consulté le 6 décembre 2022)
17. ↑  Team voila moi, « 08 chansons qui montrent que le Mbolé est en train de prendre le pouvoir », sur Voila Moi, 28 avril 2020 (consulté le 6 décembre 2022)
18. ↑  « Le Top 5 des chansons « Mbolé » (YouTube) les plus écoutées : Happy d’Effoulan, Petit Bozard, Petit Malo… ⚜ Latest music news online », sur mdundo.com, 7 septembre 2021 (consulté le 6 décembre 2022)
19. ↑  « Le mbolé, chant funèbre devenu hymne brûlant de la jeunesse camerounaise », sur France 24, 13 janvier 2023 (consulté le 11 février 2023)
20. ↑  « Le Mbolè du Kwatta (Film Documentaire) », sur Ici Ciné (consulté le 6 décembre 2022)
21. ↑  « Ecrans Noirs 2022 : un film camerounais en or », sur www.cameroon-tribune.cm (consulté le 6 décembre 2022)
22. ↑  Yaya Idrissou, « Mpacko Aristide : « Le mbolè c'est ma vie…» », sur Culturebene, 1er septembre 2019 (consulté le 6 décembre 2022)
23. ↑  « Happy d’Efoulan : l’étoile montante du Mbolé », sur www.cameroon-tribune.cm (consulté le 6 décembre 2022)
24. ↑  Borrin Kamguia, « Les 5 artistes précurseurs du Mbolé », sur Soldiers Media 237, 26 avril 2020 (consulté le 7 décembre 2022)
25. ↑  Boulevard-Actu, « Flex B : La nouvelle star du Mbolé au Cameroun. », sur Boulevard-Actu, 27 septembre 2022 (consulté le 6 décembre 2022)
26. ↑  « Mbolé: Les kan-kan boys sortent deux nouveaux singles », sur People237.com, 14 décembre 2020 (consulté le 19 décembre 2022)
27. ↑  « Cinéma: les grands gagnants de la 26e édition du festival Ecrans Noirs », sur Le 360 Afrique (consulté le 7 janvier 2023)
28. ↑  (en-US) « Cinéma - Balafon 7even Awards : Le Mbolé du Kwatta nommé aux trophées du film camerounais. » (consulté le 7 janvier 2023)